# Alderina
Alderina is een geslacht van mosdiertjes uit de familie van de Calloporidae. De wetenschappelijke naam ervan is in 1903 voor het eerst geldig gepubliceerd door Alfred Merle Norman.
Hij noemde het geslacht naar de zoöloog Joshua Alder (1792-1867).

## Soorten[2]
- Alderina brevispina (O'Donoghue & O'Donoghue, 1926)
- Alderina compressa O'Donoghue & O'Donoghue, 1926
- Alderina flaventa Dick, Tilbrook & Mawatari, 2006
- Alderina gorensis (Uttley, 1951)
- Alderina imbellis (Hincks, 1860)
- Alderina irregularis (d'Orbigny, 1842)
- Alderina pacifera (Gordon, 1986)
- Alderina simplicissima López Gappa & Liuzzi, 2013
- Alderina smitti Osburn, 1950
- Alderina tuberosa (Canu & Bassler, 1929)

Niet geaccepteerde soorten:
- Alderina arabianensis Menon & Nair, 1975 → Sinoflustra arabianensis (Menon & Nair, 1975)
- Alderina canariensis López-Fé, 2006 → Kenoaplousina canariensis (López-Fé, 2006)
- Alderina solidula (Hincks, 1860) → Crassimarginatella solidula (Hincks, 1860)